# Pagiyanten
Pagiyanten is een bestuurslaag in het regentschap Tegal van de provincie Midden-Java, Indonesië. Pagiyanten telt 4654 inwoners (volkstelling 2010).